# Pedro Emilio Coll
Pedro Emilio Coll (Caracas, 12 de julio de 1872 - Ib., 20 de marzo de 1947) fue un periodista, escritor, ensayista, político y diplomático venezolano. Se le reconoce como uno de los principales promotores del modernismo en Venezuela y uno de los precursores de la vanguardia en América Latina. 
Coll construyó una literatura fragmentaria, libresca, intertextual, dandy, llena de juegos metaficcionales, pasajes oníricos, diálogos filosóficos, situaciones inquietantes e incluso fantásticas, que influenciará la literatura venezolana y latinoamericana del siglo XX.

## Biografía

### Infancia y juventud
Sus padres fueron Pedro Coll Otero y Emilia Núñez Mieárquez. Pariente por vía paterna del poeta Jacinto Gutiérrez Coll y materna del humanista colombiano Rafael Núñez. En la Imprenta Bolívar, propiedad de su padre, tuvo contacto en su juventud con algunos de los más importantes escritores de la época. Las narraciones y cuentos infantiles que le relataba su vieja aya Marcolina, despertaron según él mismo, su interés por las letras. La primaria la cursó en el colegio La Paz de Caracas, dirigido por Guillermo Tell Villegas. En El Castillo de Elsinor, relata sobre su infancia lectora:  
"Mis primeros viajes ideales los hice en esas ligeras embarcaciones que van ciudad abajo arrastradas por la corriente; pero los libros que entonces leía me hablaban de islas maravillosas, de países fantásticos, y hacia ellos navegaba mi imaginación en la frágil navecilla, sin pensar que una piedra bastase para detenerla y que en un charco pudiera naufragar una carga de ensueños." 

### CosmópolisyEl Cojo Ilustrado

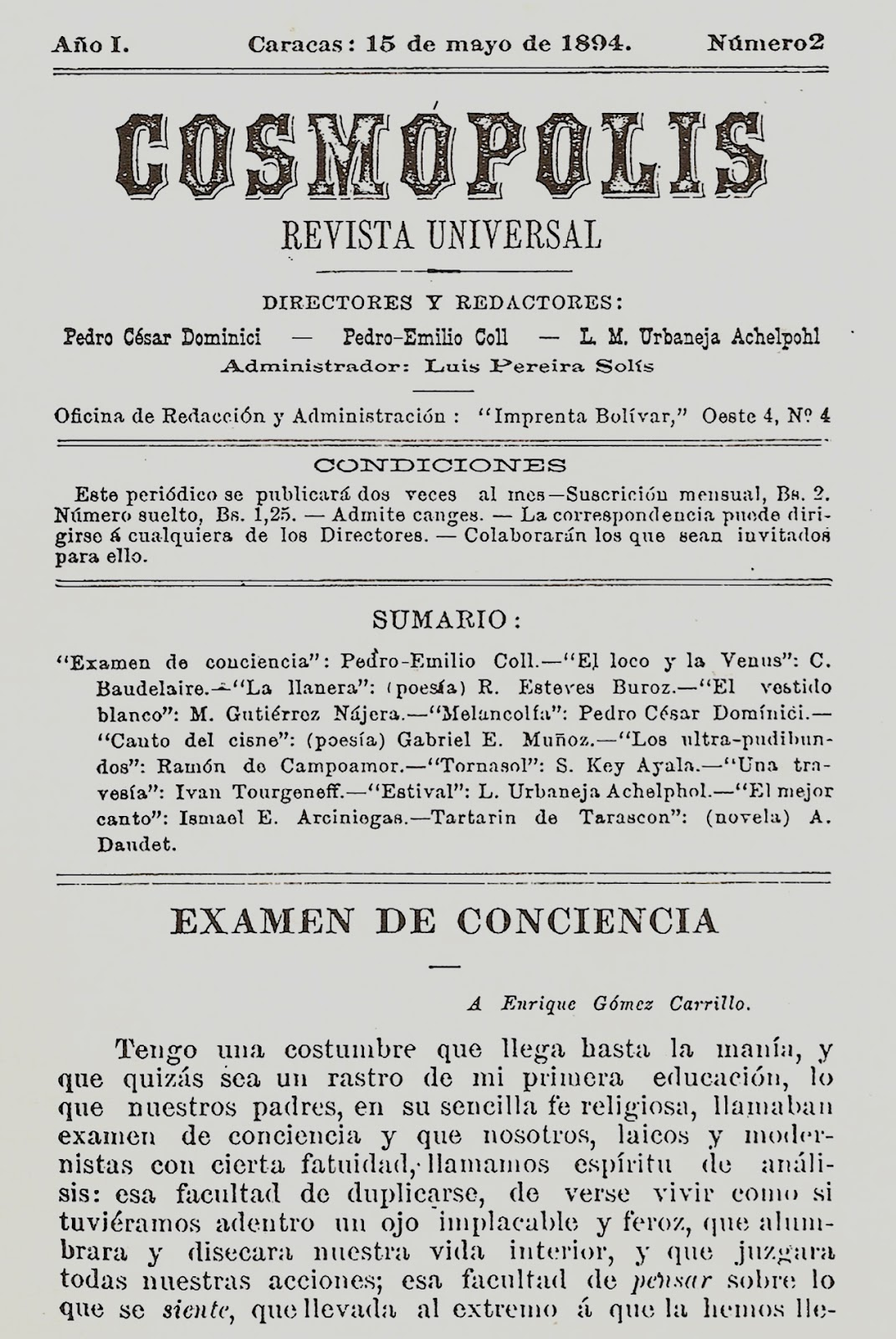
Cosmópolis, revista literaria fundada por Pedro Emilio Coll, junto con Luis Urbaneja y Pedro César Dominici.

En 1887 contribuyó a la fundación del Teatro Municipal de Caracas y en 1889 a la creación del Liceo Artístico de Caracas, que tenía como función fomentar la afición por el teatro criollo y español en la ciudad.
Se inicia en la literatura en 1892, cuando publica un artículo sobre la historia del teatro en el diario El Pueblo de Caracas.
A los 22 años tras abandonar los estudios universitarios, fundó junto con Luis Urbaneja Achelphol y Pedro César Domínici, la revista Cosmópolis, publicación que es considerada como la iniciadora del movimiento modernista en la literatura venezolana. 
El modernismo planteado por lo tres autores no fue, sin embargo, uniforme. Para Domingo Miliani, "Pedro César Dominici se perfila «decadente» y cosmopolita confeso. Coll es un tolstoiano ecléctico. Urbaneja, el más joven, rompe lanzas por conciliar la materia nacional con las innovaciones técnicas y expresivas del nuevo movimiento. En un Charloteo sostenido por los tres para abrir el primer número, se ven las derivaciones".

Mientras Coll y Dominici se consagran como unos de los mayores exponentes del modernismo, Urbaneja encabeza la estética criollista de finales del siglo XIX.

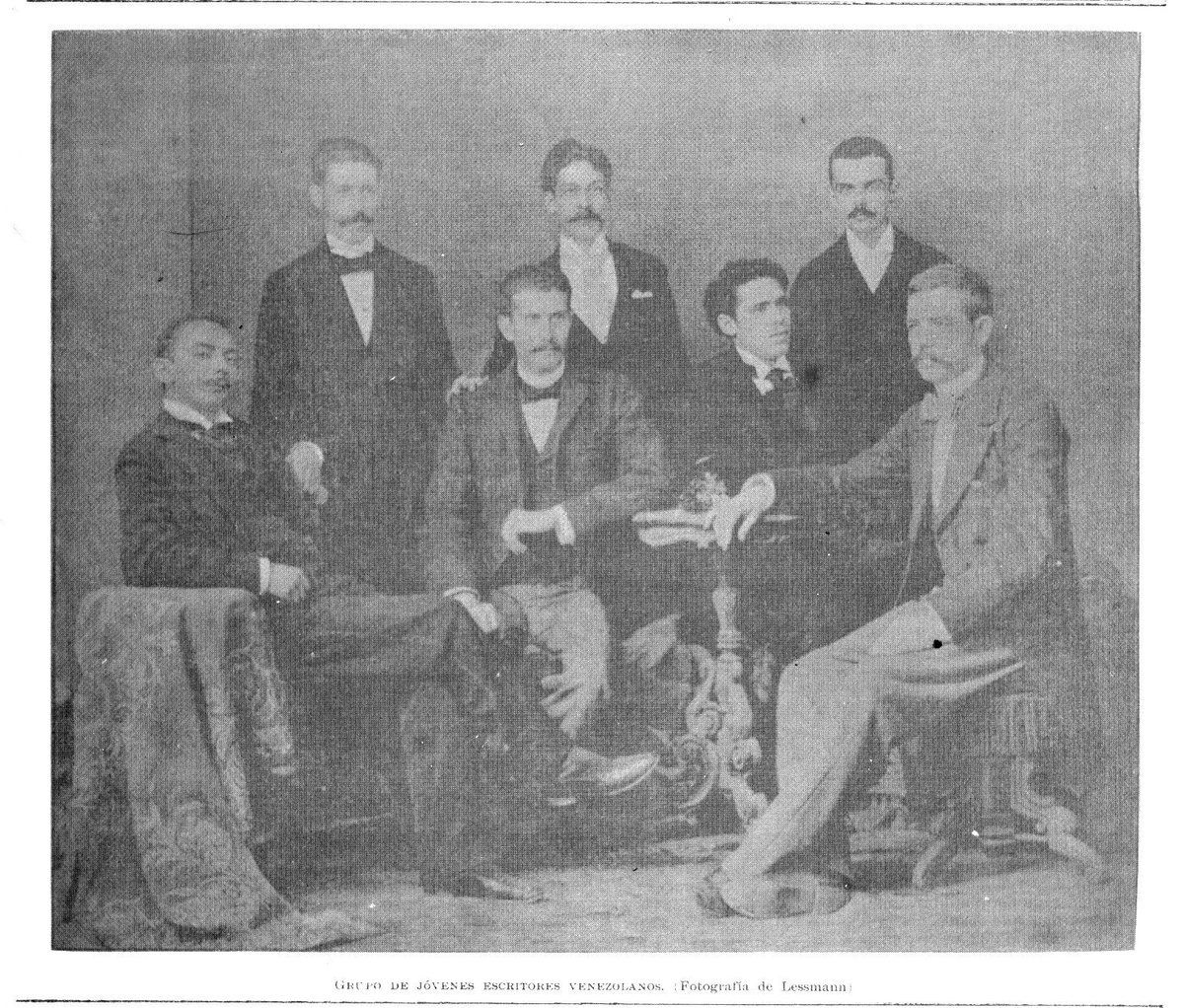
Eloy González, Miguel Mármol, César Zumeta, Leopoldo Torres, Andrés Mata, Pedro Emilio Coll y Eduardo Díaz Lecuna. El Cojo Ilustrado. Febrero, 1896.

Entre 1895 y 1907, fue colaborador de El Cojo Ilustrado donde publicó una serie de cuentos, entre ellos El diente roto, considerado como un clásico del género.

### Reino Unido y Francia
En 1896, publicó su primer libro titulado Palabras, una recopilación de ensayos sobre arte y educación.
En 1897 contrae matrimonio con Paulita Borges Delgado, y parte a Inglaterra. Allí ejerció como cónsul de Venezuela en Southampton entre 1897 y 1899. 
Fue en Inglaterra donde tuvo la oportunidad de trabajar con la revista Mercure de France, encargándose de la sección Letras latinoamericanas. Esta etapa de Coll, según Sylvia Molloy, fue fundamental para la difusión de la literatura hispanoamericana en Francia. Sylia Molloy y Paulette Silva Beauregard coinciden en afirmar que Coll fue quine introdujo y despertó el interés de Francia en el modernismo latinoamericano.

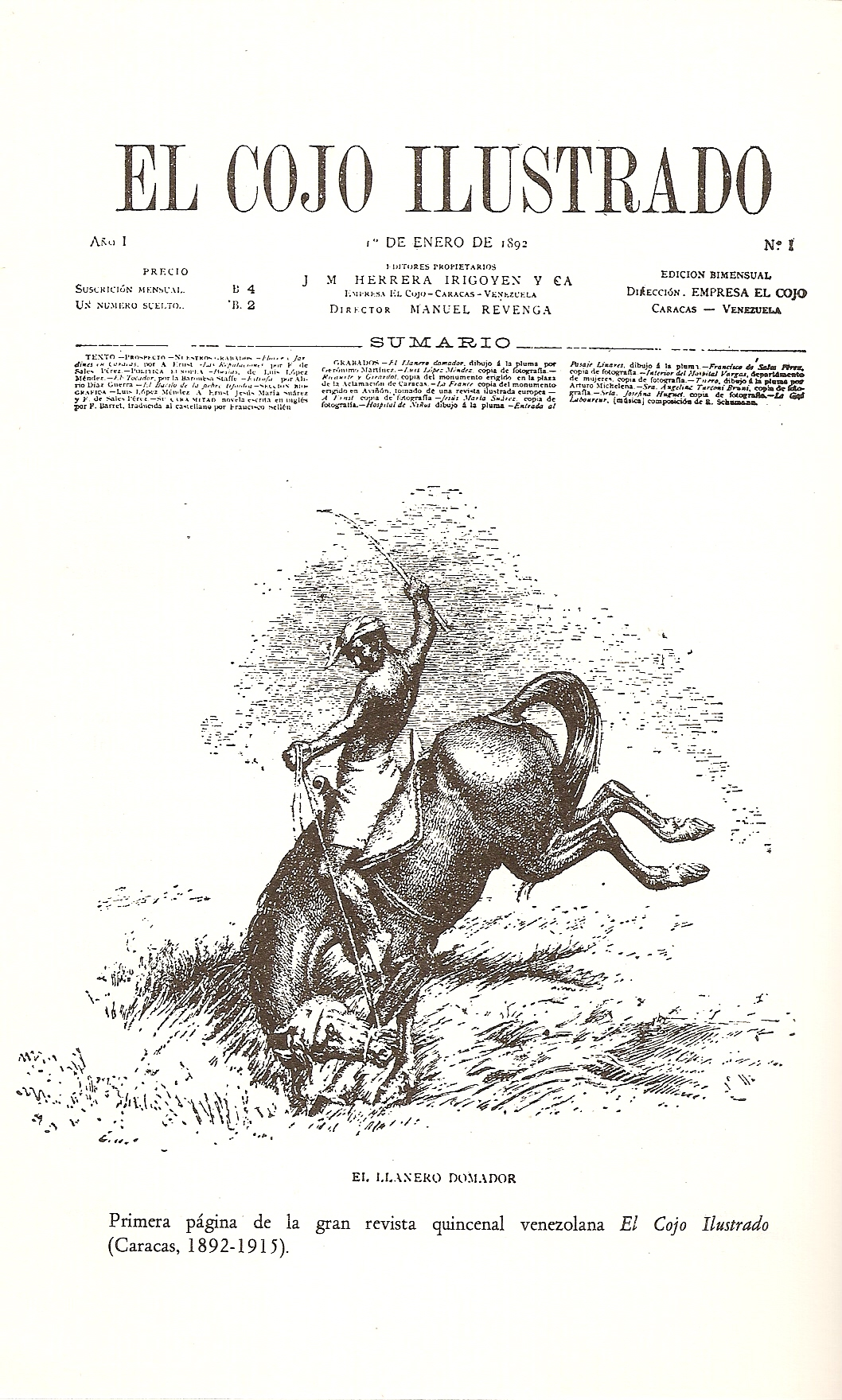
El Cojo Ilustrado, revista en la que colaboró Pedro Emilio Coll desde 1885 hasta 1907 y donde publicaría su famoso cuento El diente roto.

En julio de 1899, regresa a Venezuela, y al año siguiente, es nombrado director en el Ministerio de Fomento. En 1901, en la tipografía Herrera Irigoyen, donde se publicaba El Cojo Ilustrado, aparece su miscelánea, con tono ensayístico y narrativo, El Castillo de Elsinor. Se trata de un libro híbrido, fragmentario y vanguardista, dividido en tres partes: Sueños, Figuras y Sensaciones. En este libro se conjuga "el acto reflexivo con la escritura que da lugar al ensayo, la elaboración de la ficción a través de sus cuentos y, en la última parte, el elemento testimonial, una escritura mucho más íntima, pero con un resultado paródico y que está presente en las secciones anteriores: el humor."
En 1911 se le incorporó como Individuo de Número de la Academia de la Lengua. En 1913 es nombrado Ministro de Fomento y Cónsul general de Venezuela en París en 1915.

### España y el Café Pombo
Entre 1916 a 1924 fue secretario de la Legación de Venezuela en Madrid. Durante su estadía en Madrid, fue asiduo tertuliano del Café Pombo, junto con escritores como Ramón Gómez de la Serna y José Bergamín y el pintor José Gutiérrez Solana.
En su biografía sobre el Café Pombo, Gómez de la Serna dedica un capítulo al "venezolano Coll", sobre quien escribe: "Él se ha enterado de España como si fuese el buen historiador del presente, y la define como ella se define a sí misma. Si escribiese su opinión, haría un libro perfecto, pues la perspectiva del americano singular es la perspectiva de nuestros antepasados viendo la España presente y pudiéndola comparar con la España originaria." También fue elogiado por Gómez de la Serna en Automoribundia.
Coll mantuvo una relación epistolar con Miguel de Unamuno desde 1899, hasta que las relaciones entre ambos se enfrían a finales de la década de los 20 y principio de los treinta, cuando Unamuno comienza a cartearse con José Rafael Pocaterra y Rómulo Betancourt. Este último recriminará a Coll en una de sus cartas a Unamuno, el haberse mantenido callado e incluso haber colaborado con la dictadura de Gómez: "Pedro Emilio Coll, a quienes nosotros, con devoción cariñosa, dábamos el nombre espectable de Maestro, pasea su prebenda de Inspector de consulados —en verdad de los hechos, Inspector de Espionaje organizado—, en camarotes de lujo, marginal e indiferente a la lucha desigual que sus hijos de ayer empeñaron".

### Retorno a Venezuela y muerte
Entre 1924 y 1926 fue fiscal de bancos y senador por el estado Anzoátegui, hasta que en este último año asume la presidencia del Congreso Nacional. En 1925 publica Las divinas personas, un libro de cuentos edificados sobre un fondo de filosofía de la religión y en tono humorístico, dividido en tres partes: El Padre, El Hijo y El Espíritu Santo. Se trata de una obra a la vez criolla y modernista, cuya trama se desarrolla primero en el cielo, luego en la Venezuela de principios del siglo XX y finalmente en el renacimiento español e italiano.
En 1927, aparece La escondida senda, título que representa su tercera recopilación de ensayos, esta vez de carácter histórico, en la que además se incluyen los tres cuentos publicados anteriormente en Las divinas personas.
Trabajó como inspector de consulados en Europa de 1927 a 1933. En el año de 1934 ingresó como individuo de número de la Academia Nacional de la Historia, institución en la que laboró como bibliotecario en 1941. Fallece en Caracas el 20 de marzo de 1947. En 1948, fue publicada en forma póstuma su obra El paso errante, una selección de textos para la Biblioteca Popular Venezolana del Ministerio de Educación.

## Estilo

### Dandismo
Los primeros cuentos y ensayos de Coll denotan una afición por el dandismo, la francofilia y una pose decadente muy propia de los ambientes literarios refinados de Caracas. Se trata de una estética desestabilizadora, irónica y exagerada, un exhibisionismo individualista que algunos críticos han llegado a calificar de libertario.
En El recuerdo, relata su admiración por José Asunción Silva, "dandy misántropo" que se suicida en una habitación llena de libros y frascos de perfume, luego de haber reído en una fiesta mundana. En este texto, Coll asegura que para Silva "el brillo de las botas (...) es más importante que el de las ideas".
En una carta del 5 de mayo de 1903 a Miguel de Unamuno, describiéndose a sí mismo, deja entrever el espíritu del modernismo y las primeras vanguardista latinoamericanas: Coll es un autodidacta, con ideas políticas que van de una "simpatía anarquista" a una "aristocracia de los sabios", y admirador de la literatura francesa y europea en general.

### Desarraigo y cosmopolitismo
Su visión europeísta (y sobre todo, afrancesada) de la literatura no era una solamente una pose estética. El desarraigo marcará también toda su obra. Melancólico de Venezuela en Europa, y de Europa en Venezuela, construye, como su compatriota Teresa de la Parra, una literatura de la añoranza pero también de la inconformidad, o como lo califica Sylvia Molloy, de un bovarismo hispanoaméricano.

Este diálogo constante entre lo extranjero y lo venezolano se puede notar en su defensa del decadentismo:
Se atribuye a la moda. A la moda que nos viene de París, junto con las corbatas y los figurines de trajes; pero aun así, podría argüirse que una moda extranjera que se acepta y se aclimata, es porque encuentra terreno propio, porque corresponde a un estado individual o social y porque satisface un gusto que ya existía previamente.
Más adelante, en este mismo ensayo, Coll afirma:
No hace mucho un puntilloso compatriota, recordaba a los nuevos escritores de América el consejo de don Andrés Bello: 
Tiempo es que dejes ya la culta Europa
Y dirijas el vuelo a donde te abre
El mundo de Colón su grande escena.

¿Pero no aprendería Andrés Bello en los clásicos griegos, latinos, españoles y franceses a gustar la belleza de la zona tórrida?
Coll defendía esta supuesta pose francesa como un instrumento propio para la construcción de la nueva identidad latinoamericana. Cuando este espíritu afrancesado, que reinaba en gran parte de América Latina de finales del siglo XIX y principios del XX, fue objeto de crítica de Leopoldo Alas, Clarín – quien calificaría a Enrique Gómez Carrillo de "frívolo" y a Rubén Darío de hacer una literatura llena de errores que a su parecer provenían de un "galicismo de corazón"–, Pedro Emilio Coll le contestó en Mercure de France: “tenemos la necesidad de comer ideas, y no habiéndolas encontrado siempre en España, hemos ido a buscarlas a otra parte. Hoy, la asimilación de elementos extranjeros es para nosotros no sólo una necesidad estética sino social. Cuando nuestro organismo haya adquirido fuerza, sabremos crear una fisonomía y una vida propias”.
Para Beatriz González Stephan, el cosmopolitismo de Coll "poco tiene que ver con fabulaciones de carácter exotista; por el contrario, entraña una forma de modernidad, en el sentido de abrazar -desde su óptica- las tendencias del pensamiento políticamente de avanzada: ideológicamente emparentado con el liberalismo radical, el anarquismo, el socialismo utópico y un universalismo mesiánico."
Para Ulrich Leo, Coll se encuentra, "con otros, en el umbral entre dos épocas espirituales americanas, la del internacionalismo todavía no caído en desgracia, y la del nuevo criollismo, que se inicia en Venezuela, como es sabido, hacia 1890, pero que ha tenido que esperar condiciones generales más favorables hasta llegar a su preponderancia actual, apareciendo nuestro autor, de tal manera, entre dos épocas literarias, y participando en ambas".

### Lo libresco
Paulette Silva Beauregard afirma que "su predilección por el fragmento, por el esbozo, el apunte, la acotación, el no emprender grandes obras sino recopilar las intervenciones que hace desde el margen y a partir de la lectura de otros textos, es lo que caracteriza sus libros."
Como luego lo hiciera José Antonio Ramos Sucre, la obra de Coll está llena de juegos metaficcionales, pasajes oníricos y diálogos filosóficos. La literatura de Pedro Emilio Coll borra los límites entre el ensayo y el cuento, haciendo una literatura que Mariano Picón Salas denominó "de las ideas". En el prólogo a la Antología del cuento moderno venezolano (1895 - 1935), Arturo Uslar Pietri y Julián Padrón relacionan su narrativa con la novela filosófica francesa del siglo XVIII, que influenciará posteriormente a Julio Garmedia.
Carmen Luna Sellés lo coloca junto con Horacio Quiroga, Leopoldo Lugones, entre otros, en la categoría de autores modernistas de finales del siglo XIX y principios del siglo XX, interesados en los sueños, lo sobrenatural, lo fantástico y lo inquietante. Carlos Sandoval también destaca su contribución al desarrollo del género fantástico en Venezuela.

## Obra
La mayor parte de la obra de Coll fue publicada en las revistas en las que colaboró, como por ejemplo, su famoso cuento El diente roto, que fue publicado en El Cojo Ilustrado en el año 1898 y recogido posteriormente en su libro El Castillo de Elsinor (1901).

### Ficción y ensayo
- Palabras (ensayos, 1896)[24][25]
- El Castillo de Elsinor (ensayos y cuentos,1901)
- Ensayo sobre Ramón Campos (1913)
- Las divinas personas (cuentos, 1925)
- La escondida senda (ensayos y cuentos, 1927)
- Lecturas y glosas de escritores venezolanos (1929)

### Trabajo periodístico
- Literaturitis, crónicas de Antaño (1926)
- La colina de los sueños (artículos y notas,1959)

### Otros
- Discursos leídos en la recepción del Señor Don Pedro Coll como Individuo de Número de la Academia Nacional de la Historia (1934)

### Antologías
- El paso errante (1948)
- Pedro-Emilio Coll (antología, 1966)[26]
- La vida literaria (1972)